# Хоран

Хоран Канонів згоди з «Ечміадзинського Євангелія», 989 рік (Матенадаран)

Хоран (вірм. khorane — склепіння, зала, намет, ніша) — у вірменській книжковій мініатюрі обрамлення тексту у вигляді арки або склепіння, що спирається на колони. Хорани символізували небозвід і використовувались, зокрема, для оформлення Канонів згоди.
Застосовувались вірменськими майстрами мініатюри у Х—XVII століттях.